# Денисов Едісон Васильович
Едісо́н Васи́льович Дени́сов (Эдисо́н Васи́льевич Дени́сов; *6 квітня 1929, Томськ — †24 листопада 1996, Париж) — радянський і російський композитор, музикознавець, громадський діяч. Заслужений діяч мистецтв РРФСР (1989). Народний артист Росії (1994).

## Біографія
З 1946 одночасно вчився у Томському університеті (радіофізичний факультет) й музичному училищі. У 1950 Денисов переміг у студентському композиторському конкурсі, цього ж року здійснив невдалу спробу поступити до Московської консерваторії.
У 1951, після закінчення університету, з другої спроби Денісов поступив до Московської консерваторії у в клас композиції В. Я. Шебаліна. У роки навчання Е.Денисов здійснив кілька фольклорних експедицій в Алтай та Курську область. По закінченні консерваторії у 1956 році Денісов продовжував навчання в аспірантурі, у 1957 одружився з Г. В. Григор'євою, з якою мав сина Дмитра. Після закінчення аспірантури в 1959 р. Денисов викладав у Московській консерваторії оркестровку, а потім композицію.
На рубежі 1950-х й 1960-х Денісов став одним з провідних авангаридстів СРСР, поряд із Софією Губайдуліною, Альфредом Шнітке, Арво Пяртом та Валентином Сильвестровим. Ключовий твір цього періоду — кантата «Сонце інків» на слова чилійської поетеси Габріели Містраль (1964, перше виконання — Лідія Давидова), написана у вільно трактованій 12-тоновій техніці, а також кантата «Плачі» на російські народні тексти (1966). Починаючи з 1960-х років він установив міцні зв'язки із представниками «авангарду» в інших країнах, сприяючи тим самим як знайомству Заходу з діяльністю музикантів, що жили в СРСР, так і поширенню в країні знань про тенденції західної музики; із цього ж часу твори Денисова часто виконувалися за рубежем і публікувалися в західних видавництвах.
В 1979 році на VI з'їзді композиторів у доповіді Тихона Хрєннікова його музика зазнала жорсткої критики, і Денисов потрапив у так звану «Хрєнніківську сімку» — «чорний список» 7 вітчизняних композиторів.
У 1994 році Едісон Денисов потрапив в автокатастрофу і був вивезений для лікування у Францію (де його творчість була давно відомою). Там він прожив останні два роки життя, періодично відвідуючи Росію. Він став почесним громадянином Парижа, першим з музикантів був визнаний гідним вищої державної нагороди Франції — ордена Почесного легіону.
Помер у Парижі 24 листопада 1996.

## Творчість
Жанровий діапазон творчості Денисова доволі широкий — він є автором двох опер, найвідомішою з яких вважається «Піна днів» по Борису Віану (1981), балету «Сповідь», ряду симфонічних творів та творів для оркестру й особливо для солюючих інструментів з оркестром (концерти для віолончелі, фортепіано, флейти, скрипки, флейти й гобоя з оркестром, створені в основному на замовлення відомих виконавців).
В 1980—1990-і роки Денисовим написано ряд великих вокально-інструментальні форми (наприклад, Реквієм для солістів, хору й оркестру, у якому різномовні вірші Франциско Танцера з'єднуються із традиційними латинськими текстами, 1980; твір у жанрі пасіонів «Історія життя й смерті Господа нашого Ісуса Христа», 1992). В 1990-і роки Денисов завершив і оркестрував ранню опери К.Дебюссі «Родріго й Химена» (1993), а також реставрував духовну оперу-ораторію Ф.Шуберта «Воскресіння Лазаря» (1994). Значне місце в його творчості займає також музика для театрів, кіно і радіо.
Крім того Е. Денисов — автор музикознавчих робіт — «Ударні інструменти в сучасному оркестрі» (1982) та «Сучасна музика й проблеми еволюції композиторської техніки» (1986)
На відміну від більшості радянських «авангардистів», Денисов творчо був із самого початку зорієнтований не на німецьку (Шенберг, Веберн й їхні послідовники), а на французьку культуру. Вплив традицій французького імпресіонізму, а також творчості П. Булеза відчувається в характері його оркестрового письма, звуковій палітрі. Для його зрілої техніки характерно вільне сполучення технік серіалізма, алеаторики і сонористики. Ключовою категорією своєї естетики сам композитор вважав поняття «пластики».

### Фільмографія
Автор музики більш ніж до сорока фільмів (художніх, науково-популярних, мультфільмів). Серед них:
- «Блакитна чашка» (1964)
- «Буває і так» (1965)
- «Лебедєв проти Лебедєва» (1965)
- «Чорний бізнес» (1965)
- «Головний зоряний» (1966, мультфільм)
- «Сильні духом» (1967)
- «У небі тільки дівчата» (1967)
- «Чарівник з Шираза» (1972, фільм-спектакль)
- «Транзит на північ» (1973, фільм-спектакль)
- «Фредерік Моро» (1973, фільм-спектакль)
- «Театр Клари Газуль» (1974, фільм-спектакль)
- «Тобі — атакуючий класе!» (1977, мультфільм)
- «Аленька квіточка» (1977)
- «Безіменна зірка» (1978)
- «Світ в трьох вимірах» (1979)
- «Ідеальний чоловік» (1980)
- «Лютневий вітер» (1981)
- «Джентльмени з Конгресу» (1982, фільм-спектакль)
- «Двічі народжений» (1983)
- «Біля небезпечної межі» (1983)
- «На околиці, десь в місті...» (1988)
- «Паперові очі Пришвіна» (1989)
- «Бенкети Валтасара, або Ніч зі Сталіним» (1989)
- «Ночувала хмаринка золота...» (1989)
- «Три сестри» (1989, фільм-спектакль)
- «Франка — дружина Хама» (1990, телефільм)
- «Тіло» (1990)
- «Царське полювання» (1990)
- «Самовбивця» (1990)
- «Спокуса Б.» (1990)
- «Досвід марення любовного зачарування» (1991)
- «Дуже вірна дружина» (1992)
- «Вільна зона» (1992)
- «Аномалія» (1993)
- «Бажання любові» (1993)